# Merve Çoban
Merve Çoban (25 de janeiro de 1993) é uma carateca turca, medalhista olímpica.

## Carreira
Çoban conquistou a medalha de bronze nos Jogos Olímpicos de Verão de 2020 em Tóquio, após confronto na semifinal contra a sérvia Jovana Preković na modalidade kumite feminina até 61 kg. Em 2015, ela conquistou a medalha de prata em sua categoria nos Jogos Europeus de 2015 em Baku, no Azerbaijão.